# Skurups församling
Skurups församling är en församling i Skytts och Vemmenhögs kontrakt i Lunds stift. Församlingen ligger i Skurups kommun i Skåne län och utgör ett eget pastorat.

## Administrativ historik
Församlingen har medeltida ursprung. 17 februari 1543 införlivades Saritslövs församling. 
Församlingen utgjorde till 1 maj 1932 ett eget pastorat för att därefter till 1995 vara moderförsamling i pastoratet Skurup och Hassle-Bösarp som till 1962 även omfattade Solberga församling. 1995 införlivades Hassle-Bösarps församling och Skurups församling utgör sedan dess ett eget pastorat.

## Kyrkor
- Skurups kyrka
- Hassle-Bösarps kyrka